# Maçambará
Maçambará é um município brasileiro do estado do Rio Grande do Sul. Sua população foi estimada em 4 425 habitantes, conforme dados do IBGE de 2022.

## Geografia
Está localizada na Mesorregião do Sudoeste Rio-Grandense, estando a uma altitude de 110 metros. Possui uma área de 1682,5 km²

## História
O nome Maçambará (grafia e pronúncia correta com acento agudo na sílaba final), é de origem índígena e significa "capim de pasto onde acampam os tropeiros", em função da vegetação muito comum na região.
Originou-se do município de Itaqui. Por tradição, Maçambará surgiu graças as fazendas de criação de gado, entre elas: Recreio, São Donato, Santo Cristo, São Jorge, Santo Izidro, algumas estas remanescentes dos Sete Povos das Missões.
Inicialmente o povoado teve o nome de "Recreio", originado de uma Fazenda de mesmo nome que existia no município. Anos depois, por vontade de algumas autoridades da época, entre elas o Prefeito Municipal de Itaqui, Euclides Aranha o nome de "Recreio" foi trocado por Maçambará, pois ficaram sabendo que já havia uma localidade com o nome de "Recreio do Sul" no Estado, e também para não confundir o nome do povoado com o nome da fazenda. Em vista desta origem e também dadas às características econômicas da região, a população do município concentra-se na zona rural, dependente, sobretudo da atividade agrícola, mais especificamente do cultivo de arroz.

## Pontos turísticos

### Reserva Biológica de São Donato
Ocupando uma área de 4.392 hectares, foi criada pelo Decreto Estadual n° 23.798, de 12 de março de 1975. Os ecossistemas de campo, banhados, vassourais, vegetação de tabuleiros, mata-palustre, mata de galeria e capões de mata arbóreo-arbustiva são encontradas na reserva. Algumas espécies da flora encontradas são: o angico, a figueira, o salso e o jerivá. A fauna é rica em espécies de aves como pássaro-preto-de-veste-amarela, a marreca-asa-branca, a guaravaca-de-crista-branca, o caboclinho-de-barriga-vermelha e o carretão. A fauna de mamíferos é representada com a presença do zurrilho, do mão-pelada (ou guaxinim), e dos ameaçados de extinção gatos-do-mato e lontra.

### Estação Ferroviária
A Estação de Recreio foi inaugurada em 1913, sendo seu nome posteriormente alterada para Maçambará, por ocasião da troca no nome do município nos anos 1940. Construída em alvenaria com pedras aparentes, constituindo uma construção imponente. A linha funcionou para trens de passageiros até cerca de 1980, quando foi desativada.